# Олга Жекулина
Олга Жекулина (рус. О́льга Анато́льевна Жеку́лина; 4. октобар 1900 — 5. август 1973) била је руска сликарка и једна од најпознатијих совјетских луткара. Била је члан Московског савеза уметника.

## Биографија
Рођена је 4. октобра 1900. године у племићкој породици. Отац јој је био окружни агроном, а затим банкар. Био је политички прогон. Старији брат Сергеј био је професор психологије. Млађи брат Лео био је познати научник и инжењер, аутор стотина научних радова. Лео је радио са Сергејем Корољовом.
Првобитно је ликовно образовање стекла у приватном атељеу познатог руског уметника Константина Јуона, где је студирала до 1917. Студирала је 1918—1921. у Слободним уметничким атељеима Константина Коровина. Године 1921. избачена је са уметничких радионица због свог не-пролетаријатског порекла. Озбиљан креативан рад започела је на прелазу из 1910-их у 1920-е.
Двадесетих година Жекулина је учествовала у удружењу Fire-color, које су такође чинили главни уметници тог доба. Главни мотиви уметника у сликарству током овог периода били су колиба у снегу и пролеће. Године 1930. постала је позната по сценографији A trivial comedy for serious people Оскара Вајлда.
После тога, готово двадесет година, радила је као уметник луткарског позоришта московског Дома пионира. Педесетих година постала је члан Московског савеза уметника. Крајем 1950-их, Жекулина је радила на главном државном поретку: серији пејзажа Red Presnya. Умрла је 5. августа 1973. За живота створила је око 200 дела.